# Histoire des Juifs au Danemark

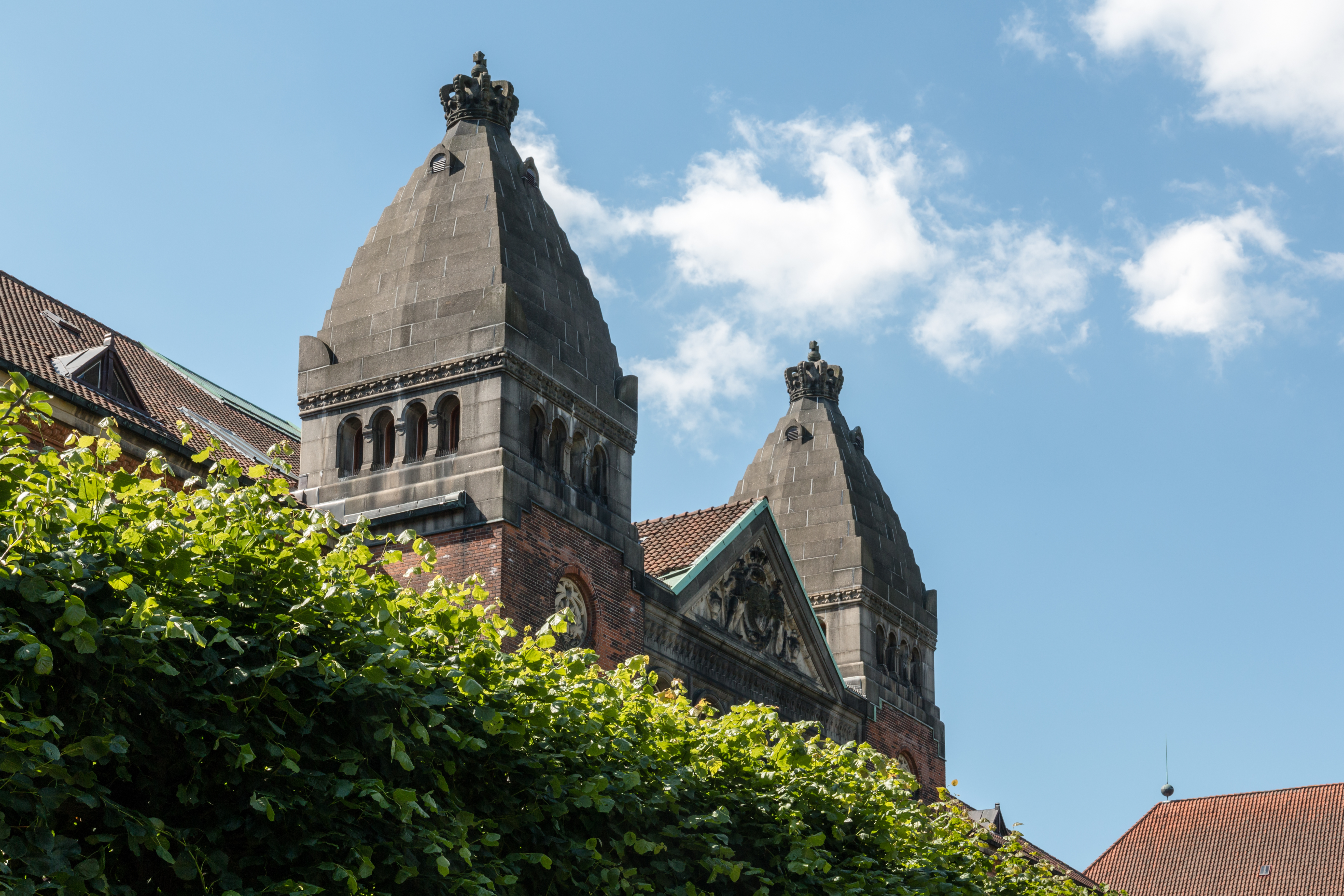
Musée juif de Copenhague

 (septembre 2022).
 (octobre 2019).
Si vous disposez d'ouvrages ou d'articles de référence ou si vous connaissez des sites web de qualité traitant du thème abordé ici, merci de compléter l'article en donnant les références utiles à sa vérifiabilité et en les liant à la section « Notes et références ».
L'histoire des Juifs au Danemark commence avec leur présence organisée depuis le XVIIe siècle jusqu'à nos jours. 
C’est au début du XXe siècle que cette communauté a connu son apogée ; le soutien de la population et des autorités danoises lui a permis de survivre presque sans dommages à l'Holocauste, pour se  reconstituer après la guerre. Forte autrefois de plus de 8 000 personnes, elle en compte aujourd'hui environ 6 400.

## Histoire
À la suite de la Réforme danoise, Juifs et catholiques avaient été explicitement interdits de séjour au Danemark en 1536, mais en 1622, Christian IV de Danemark invita un groupe de juifs à fonder une communauté  dans la nouvelle ville de Glückstadt.

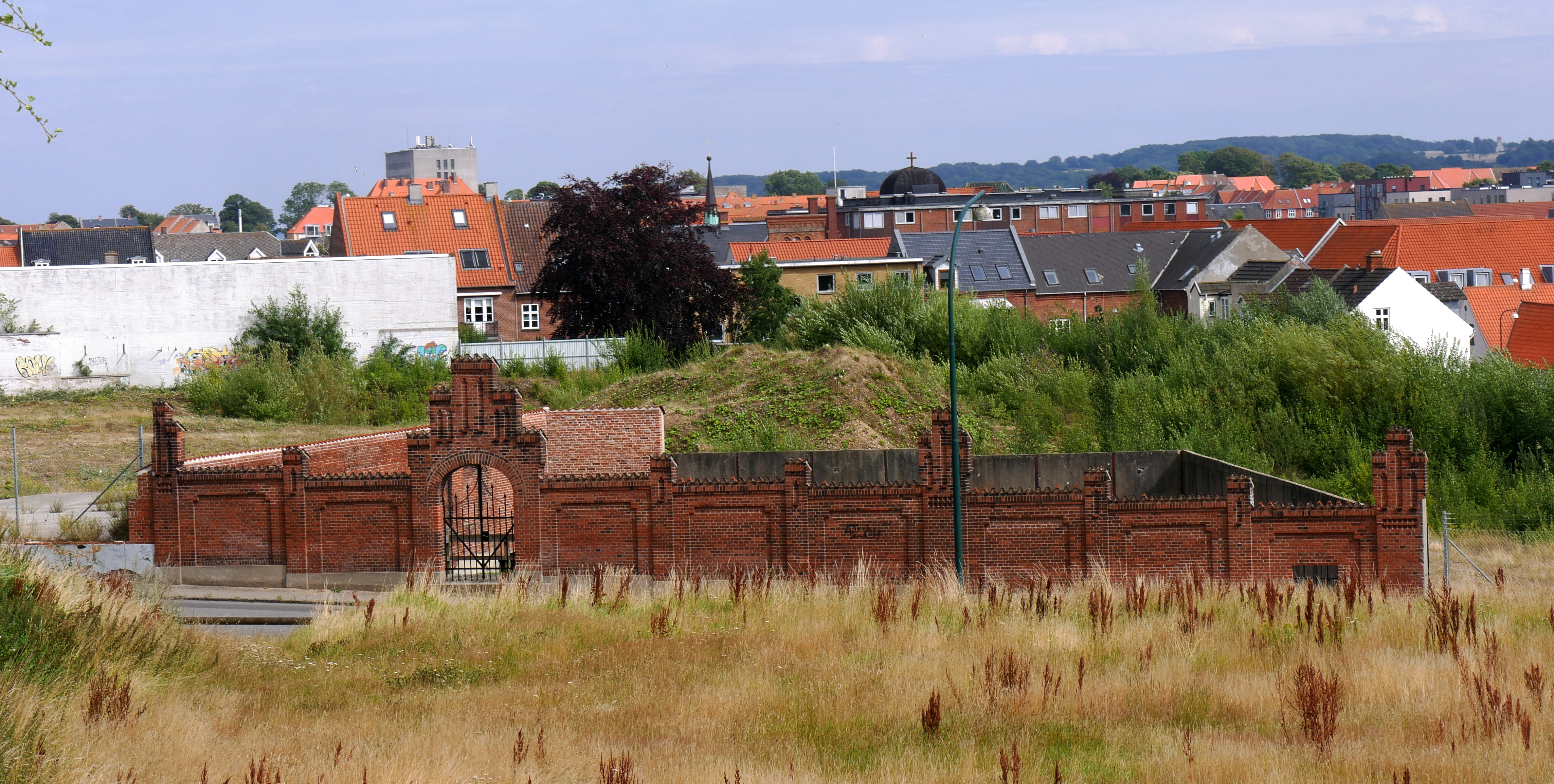
Cimetière juif de Fredericia

À la fin de la guerre de Trente Ans, le roi Frédéric III de Danemark encouragea l'immigration juive pour relancer l'économie. Des communautés se formèrent à Fredericia en 1682 puis à Copenhague en 1684. En 1782, le Danemark comptait environ 1 830 Juifs, dont 1 503 à Copenhague. Bien que soumis à des lois  restrictives et discriminatoires, ils n'étaient pas tenus de vivre dans des ghettos et jouissaient d’un degré d’autonomie appréciable.

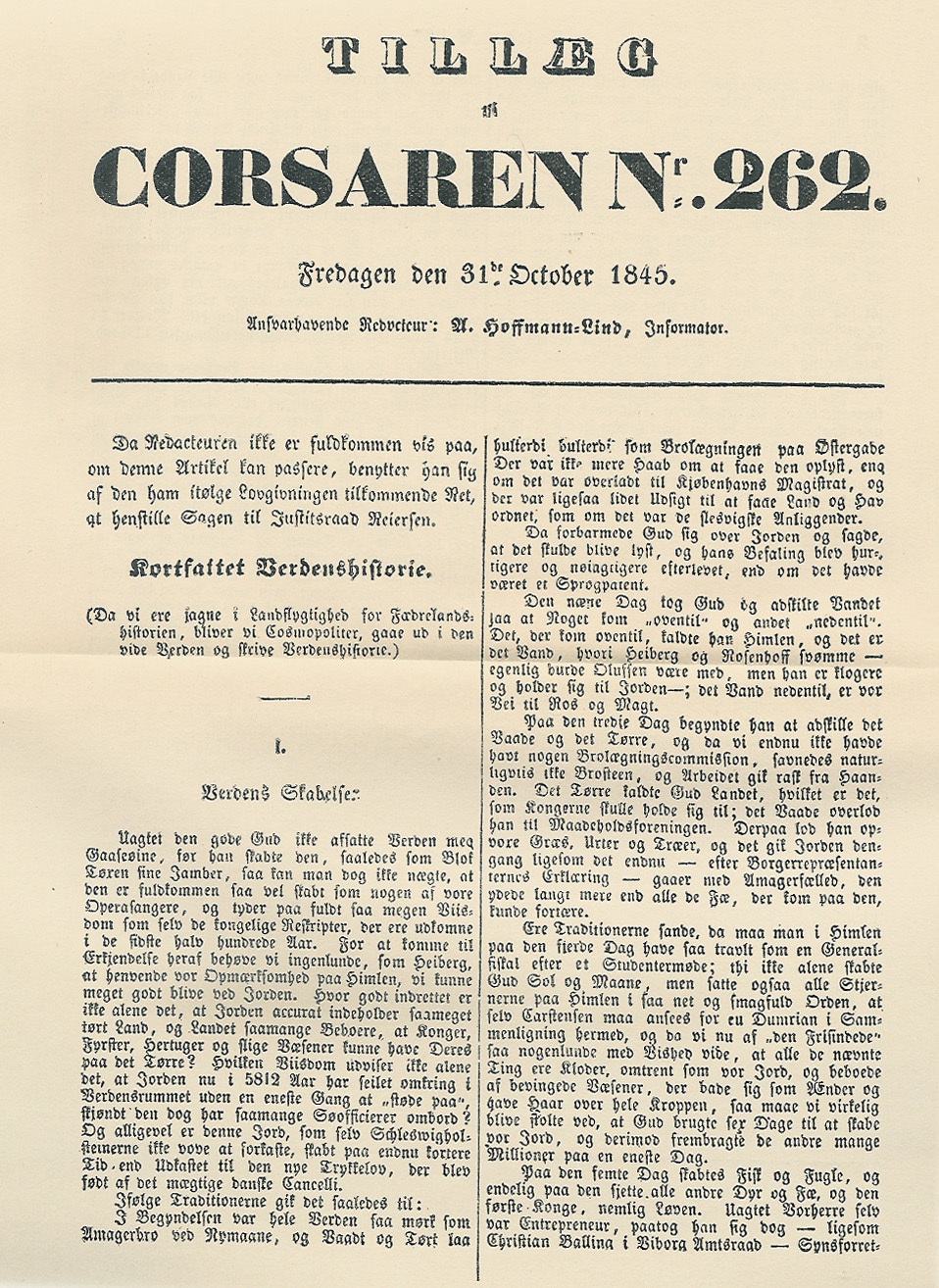
Addendum à Corsaren (octobre 1845)

Le siècle des Lumières avait introduit une série de réformes pour favoriser l'intégration des Juifs dans la société danoise. On leur avait ouvert les portes de l'éducation et de l'université et ils avaient reçu le droit d'acheter des biens immobiliers.

Les guerres napoléoniennes conduisirent à l'émancipation complète des  Juifs danois, qui obtinrent en 1814 l'égalité des droits et en 1849 la citoyenneté complète. La vie juive put ainsi se développer librement au XIXe siècle, ce qui donna aux Juifs une situation respectée dans la société danoise. L'éditeur et romancier (en)Meïr Aron Goldschmidt (1819-1887) fonde le magazine satirique et politique Corsaren ; il est notamment soutenu par sa sœur, écrivain comme lui et féministe (da)Ragnhild Goldschmidt (1828-1890 ). 1833 voit la construction de la Grande synagogue de Copenhague. Au milieu du XIXe siècle, le Danemark compte déjà plus de 4 000 Juifs.

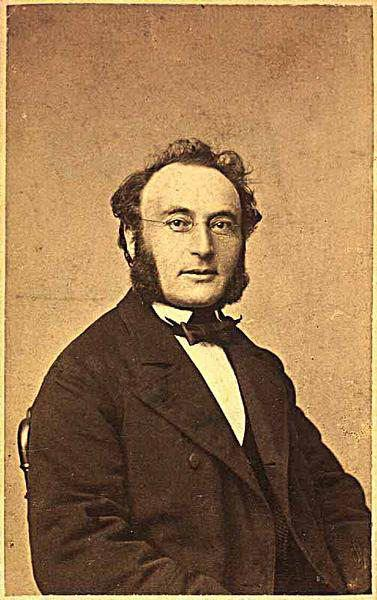
L'écrivain Meïr Aron Goldschmidt (v. 1880)
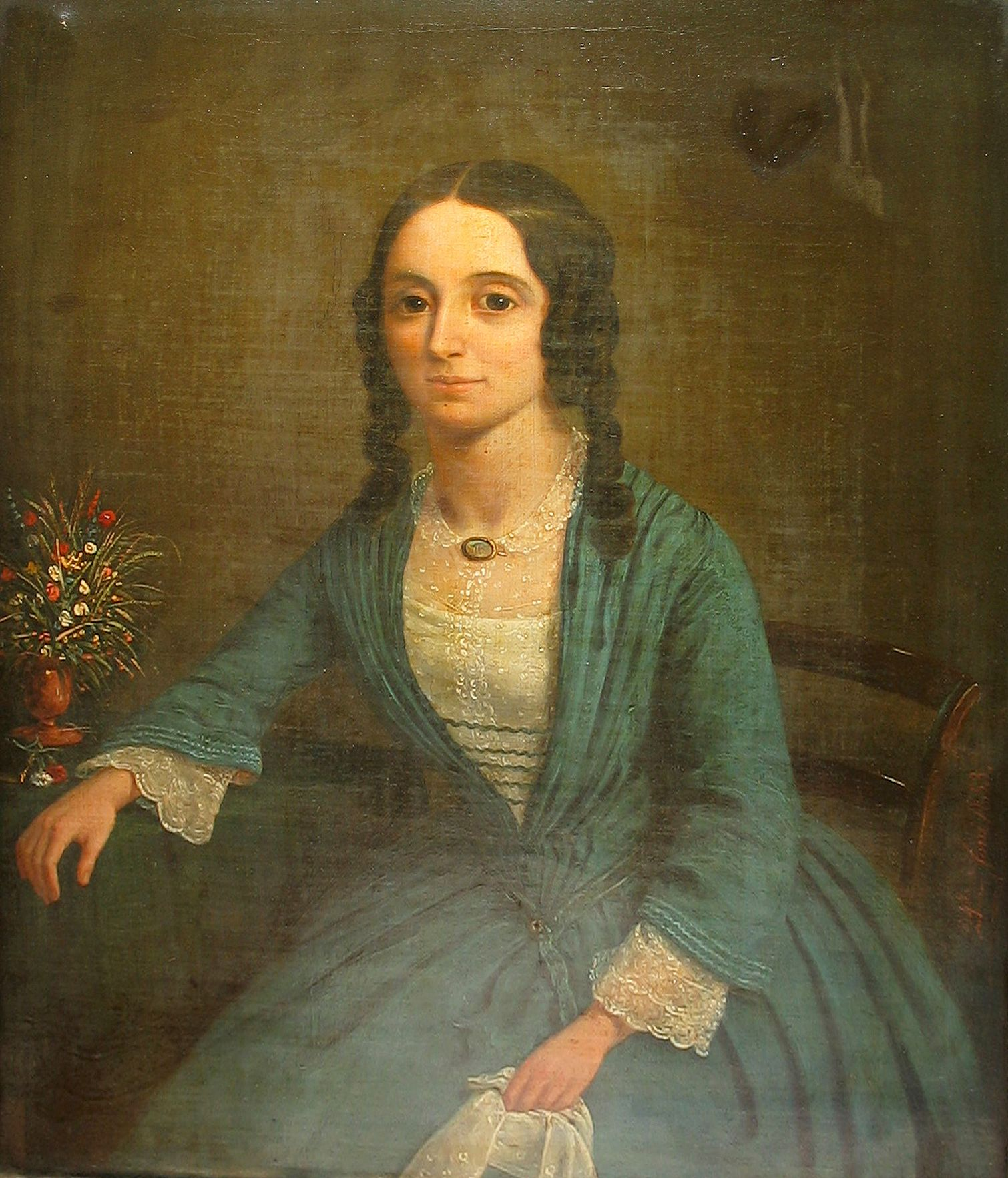
L'écrivain et féministe Ragnhild Goldschmidt

Au début du XXe siècle, ces conditions de vie favorables attirèrent de nombreux immigrants juifs venant de l'Europe de l'Est et la population juive dépassa les 6 000 âmes. Les Juifs étaient présents et actifs dans tous les domaines de la vie culturelle et sociale au Danemark. De nombreuses  associations juives étaient actives. Edvard Brandes (né juif, mais qui avait abandonné le judaïsme en 1905) fut ministre des Finances, Herman Trier député et Georg Cohn conseiller du gouvernement en droit international.
En 1933, le roi Christian X de Danemark fut le premier souverain nordique à visiter une synagogue à l'occasion des célébrations du centenaire de sa construction.

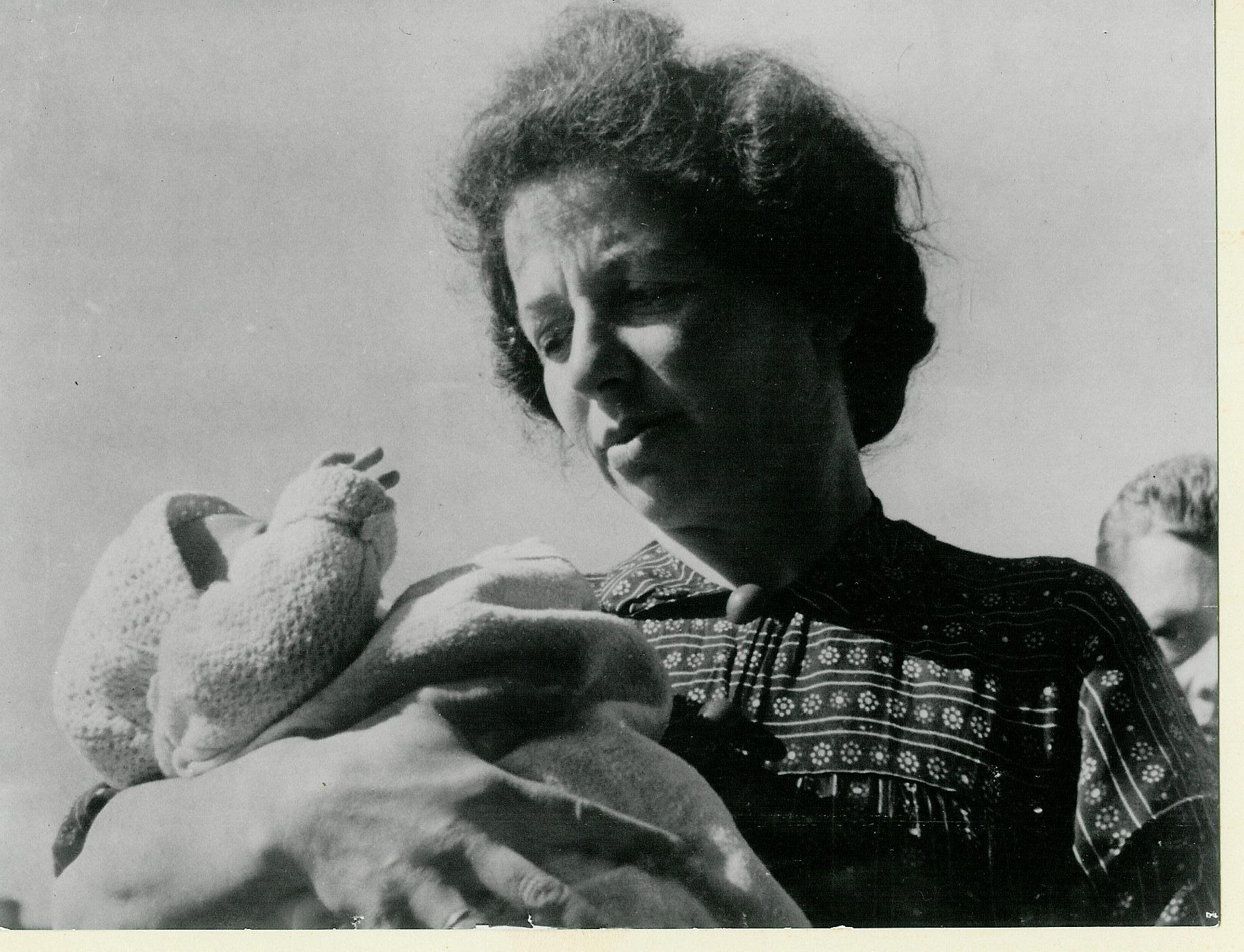
Juive danoise et son enfant en route pour la Suède (octobre 1943)

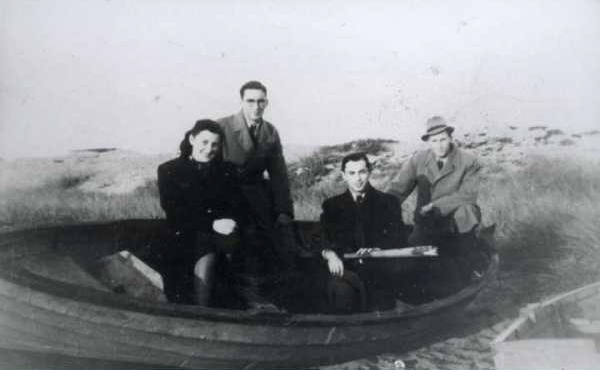
Juifs danois arrivant en Suède (octobre 1943)

Après l'occupation du Danemark par l'Allemagne en 1940, la situation devint rapidement critique pour la population danoise en général et ses citoyens juifs en particulier. Le roi tenta autant qu’il pouvait de s'opposer à l'introduction de lois discriminatoires et quand, en 1943, les autorités allemandes se préparèrent à déporter les Juifs danois, se mit en place une vaste opération clandestine de sauvetage qui transporta en une nuit la presque totalité des Juifs danois (7 550 personnes) vers la Suède sûre et neutre. Et quand 450 Juifs danois eurent été déportés à Theresienstadt l'intérêt continu pour leur sort que leur portèrent les autorités danoises réussit à leur éviter le pire. Au total, environ 120 Juifs danois moururent pendant la Shoah, soit moins de 2 % de la population juive à l'époque.
Après la guerre, les Juifs danois purent réintégrer la société danoise avec tous leurs droits. 

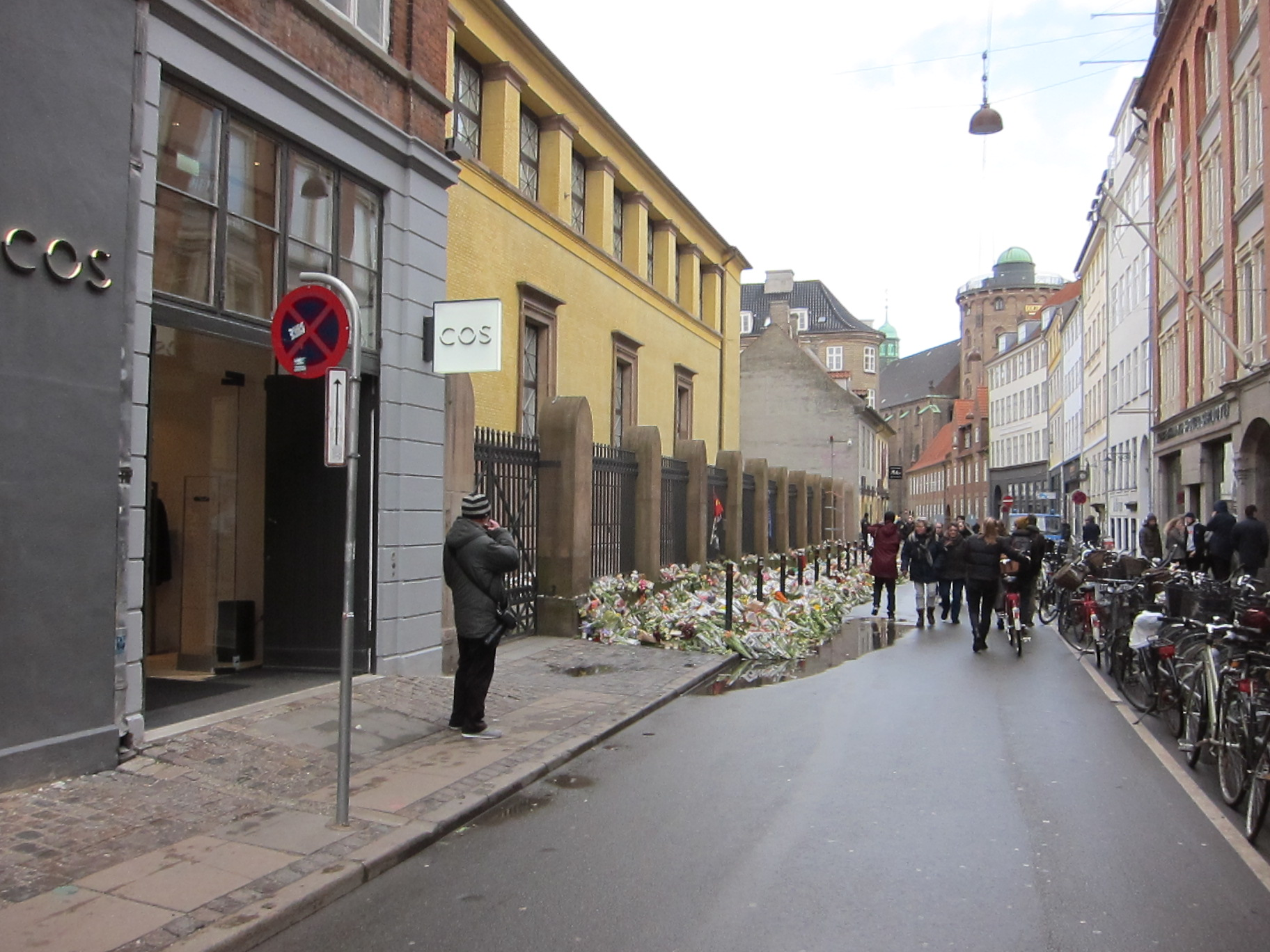
Fleurs devant la synagogue de Copenhague, après le terrorisme antisémite de février 2015.

Aujourd'hui, leur nombre est d'environ 7 000, mais seulement 2 500 sont officiellement enregistrés dans la communauté. Copenhague compte plusieurs synagogues actives pour les différentes formes de congrégations religieuses. En outre, deux périodiques juifs sont publiés en danois : Rambam, publié par Selskabet pour la Dansk-Jødisk Historie, et Alef, une revue de culture juive.
Le conflit israélo-palestinien n'a pas manqué ces dernières années de créer des tensions avec la communauté islamique forte aujourd'hui de plus de 250 000 personnes et dont le nombre ne cesse de croître, mais les excellentes  relations de coexistence avec la monarchie et la population danoise n’ont pas été affectées. En 1983, la reine Margaret a participé aux cérémonies du 150e anniversaire de la fondation de la Grande synagogue de Copenhague et en 1993, une plaque a été placée à l'hôpital de Bispebjerg où avaient été cachés 2 000 Juifs avant leur embarquement pour la Suède en octobre 1943. 2004 a vu l’inauguration du Musée juif de Copenhague qui offre une image complète de la présence juive au Danemark.
Margrethe II, reine du Danemark célèbre le 400e anniversaire de la présence juive dans son pays le 15 novembre 2022 en visitant le Musée juif danois, qui propose une exposition itinérante retraçant l’histoire de la communauté juive au Danemark puis en assistant à un office à la grande synagogue de Copenhague.

## Bibliographie

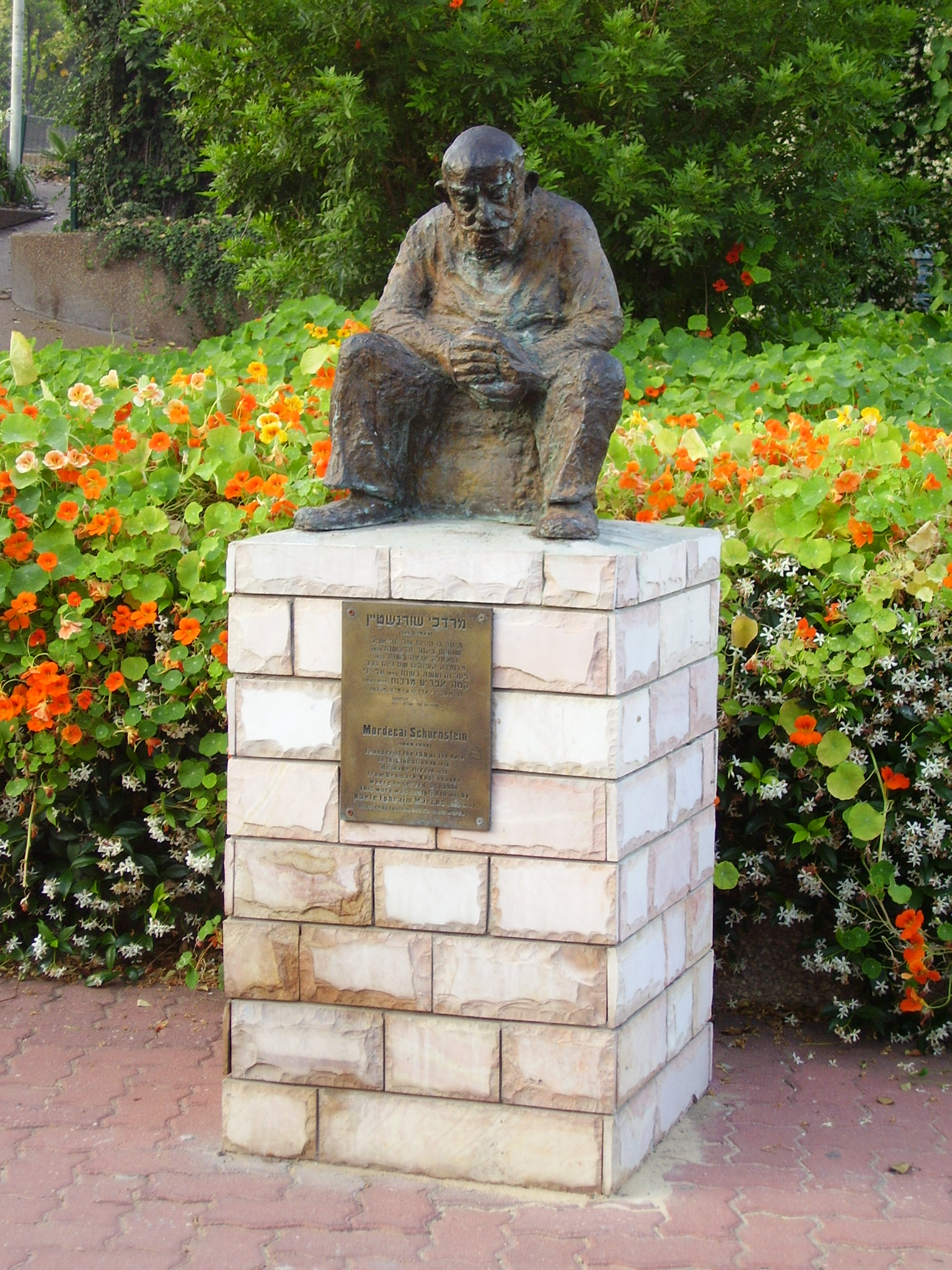
Statue à Tel Aviv du dr. Mordecai Schornstein (1869-1949), connu sous le nom de 'Dr. Doolittle' qui a commencé comme rabbin à Copenhague puis grand-rabbin du Danemark et est devenu plus tard un marchand d'art à Dresde. Après avoir immigré en Israël en 1936, il crée le zoo de Tel Aviv et celui de Jérusalem.
(sculpteur : DeKaete Ephraim Marcus)